# Beat Motzer
Beat Motzer (2 de septiembre de 1970) es un deportista suizo que compitió en lucha grecorromana. Ganó una medalla de plata en el Campeonato Europeo de Lucha de 2000, en la categoría de 63 kg.
Participó en los Juegos Olímpicos de Sídney 2000, ocupando el cuarto lugar en la categoría de 63 kg.

## Palmarés internacional
| Campeonato Europeo | Campeonato Europeo | Campeonato Europeo | Campeonato Europeo |
| Año                | Lugar              | Medalla            | Categoría          |
| ------------------ | ------------------ | ------------------ | ------------------ |
| 2000               | Moscú (Rusia)      | Medalla de plata   | 63 kg              |